# Maaskruis

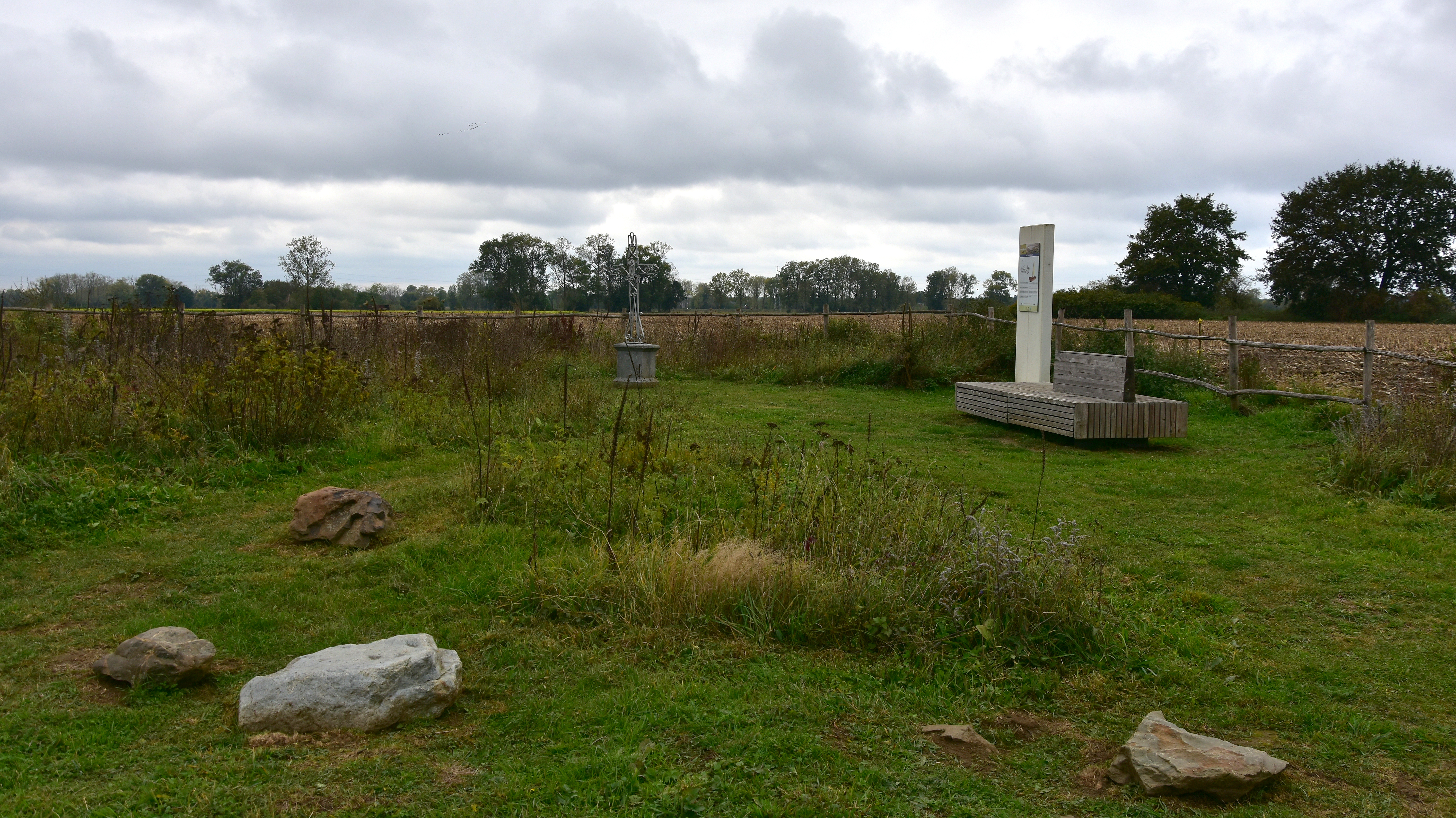
Maaskruis

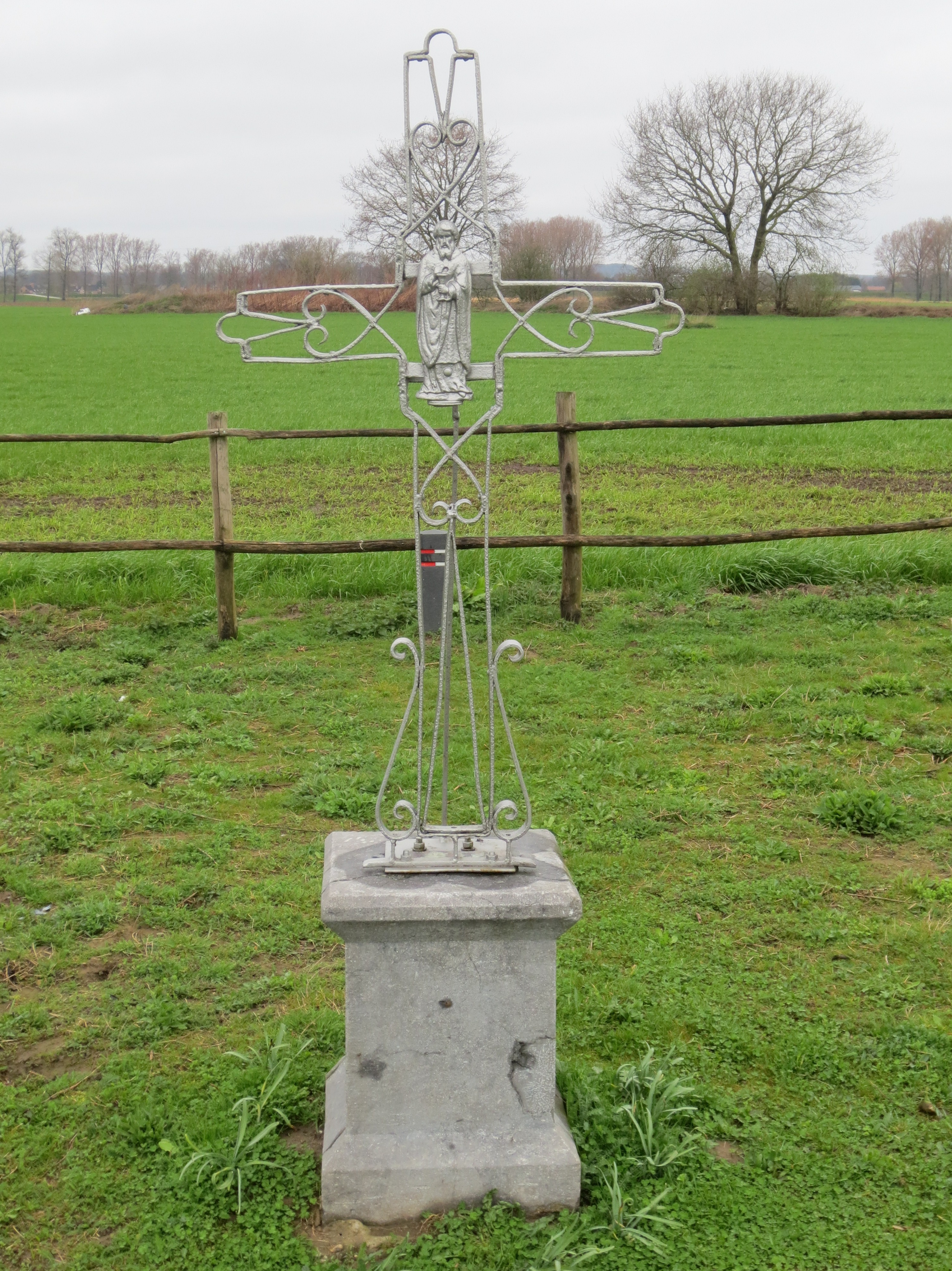
Maaskruis in Vucht (Maasmechelen)

Een Maaskruis is een kruisbeeld aan de Maas te Vucht, geplaatst daar waar de vaargeul van oever wisselt.

## Achtergrond
Van de 15e tot in de 19e eeuw werd veel vervoer over de Maas verzorgd door trekschuiten. Op bepaalde plaatsen wisselde de vaargeul van oever. De jagers en paarden, die langs een jaagpad de schuiten voorttrokken, moesten dan eveneens van oever wisselen, hetgeen gebeurde door te waden en te zwemmen.
Op dergelijke plaatsen was een wegkruis aangebracht. Dit kon voorzien zijn van een offerblok. De schipper deed hier een paar muntjes in. De plaatselijke pastoor ledigde het offerblok en droeg als tegenprestatie op gezette tijden een mis op voor de veiligheid van de schippers.
Tegenwoordig is er nog slechts één Maaskruis overgebleven. Het bevindt zich aan de oever van de Maas bij de Invasiestraat. Het is een smeedijzeren kruis dat een gietijzeren heiligenbeeldje omvat. In 1995 werd dit kruis gerestaureerd.